# Ligne Keiō Sagamihara
La ligne Keiō Sagamihara (京王相模原線, Keiō Sagamihara-sen) est une ligne ferroviaire de la compagnie privée Keiō dans les préfectures de Tokyo et Kanagawa au Japon. Elle relie la gare de Chōfu à celle de Hashimoto. C'est une branche de la ligne Keiō.

## Histoire
La ligne Sagamihara a été inaugurée le 1er juin 1916 entre Chōfu et Tamagawahara (renommée Keiō-Tamagawa en 1937).
La ligne a d'abord été prolongée à to Keiō-Yomiuri-Land le 1er avril 1971, puis à Keiō-Tama-Center le 18 octobre 1974. Le 22 mai 1988, la ligne est étendue à Minami-Ōsawa et le 30 mars 1990, la ligne arrive à Hashimoto, son terminus actuel.

## Service

### Train de Banlieue
Comme beaucoup de ligne au Japon, la ligne Keiō est exploitée selon plusieurs services. Du plus omnibus au plus express :
- local (L)[2] ;
- rapide (R)[3] ;
- semi-express (SEX)[4] ;
- express (EX)[5] ;
- semi-spécial express (SSEX)[6] ;
- spécial express (SEX)[7] ;

### Train régional
Le service Keiō liner (KL) et un service particulier avec réservation des places. Contrairement aux autres trains de banlieue japonais, ses sièges ne sont pas des banquettes latéraux, mais des places séparée longitudinalement. L'exploitation se fait exclusivement avec des Keiō série 5000 II spécialement aménagé.

## Interconnexion
La ligne Sagamihara est interconnectée avec la ligne Keiō à Chōfu en direction de Shinjuku.
À Sasazuka (ligne Keiō), les trains peuvent emprunter la ligne nouvelle Keiō puis la ligne Toei Shinjuku jusqu'à Motoyawata.

## Liste des gares
La ligne comporte 12 gares numérotée KO-18 et de KO-35 à KO-45.
Les trains locaux, rapide et semi-express desservent toutes les gares.
Les trains semi-spécial express et spécial express desservent les mêmes gares que les trains express (EX)
- ● Désigne un service qui s’arrête à la gare ;

- ｜ Désigne un service qui passe à la gare sans marquer d'arrêt.

| Numéro                        | Gare                   | Nom japonais       | Distance (km) | EX | Correspondances                                          | Localisation | Localisation |
| ----------------------------- | ---------------------- | ------------------ | ------------- | -- | -------------------------------------------------------- | ------------ | ------------ |
| ↑ Interconnexion ligne Keiō ↑ |                        |                    |               |    |                                                          |              |              |
| KO-18                         | Chōfu                  | 調布               | 0             | ●  | Keiō : Keiō (interconnexion)                             | Chōfu        | Tokyo        |
| KO-35                         | Keiō-Tamagawa          | 京王多摩川         | 1,2           | ｜ |                                                          | Chōfu        | Tokyo        |
| KO-36                         | Keiō-Inadazutsumi      | 京王稲田堤         | 2,5           | ●  | JR East : Nambu (à Inadazutsumi)                         | Kawasaki     | Kanagawa     |
| KO-37                         | Keiō-Yomiuri-Land (ja) | 京王よみうりランド | 3,9           | ｜ |                                                          | Inagi        | Tokyo        |
| KO-38                         | Inagi                  | 稲城               | 5,5           | ｜ |                                                          | Inagi        | Tokyo        |
| KO-39                         | Wakabadai*             | 若葉台             | 8,8           | ｜ |                                                          | Kawasaki     | Kanagawa     |
| KO-40                         | Keiō-Nagayama          | 京王永山           | 11,4          | ●  | Odakyū : Tama (à Odakyū-Nagayama)                        | Tama         | Tokyo        |
| KO-41                         | Keiō-Tama-Center*      | 京王多摩センター   | 13,7          | ●  | Odakyū : Tama (à Odakyū-Tama-Center) Monorail Tama Toshi | Tama         | Tokyo        |
| KO-42                         | Keiō-Horinouchi        | 京王堀之内         | 16,0          | ｜ |                                                          | Hachiōji     | Tokyo        |
| KO-43                         | Minami-Ōsawa           | 南大沢             | 18,2          | ●  |                                                          | Hachiōji     | Tokyo        |
| KO-44                         | Tamasakai              | 多摩境             | 20,1          | ｜ |                                                          | Machida      | Tokyo        |
| KO-45                         | Hashimoto*             | 橋本               | 22,6          | ●  | JR East : Sagami, Yokohama                               | Sagamihara   | Kanagawa     |

Les gares marquées d'un astérisque peuvent servir de terminus pour certains trains.